# Monti Cimini

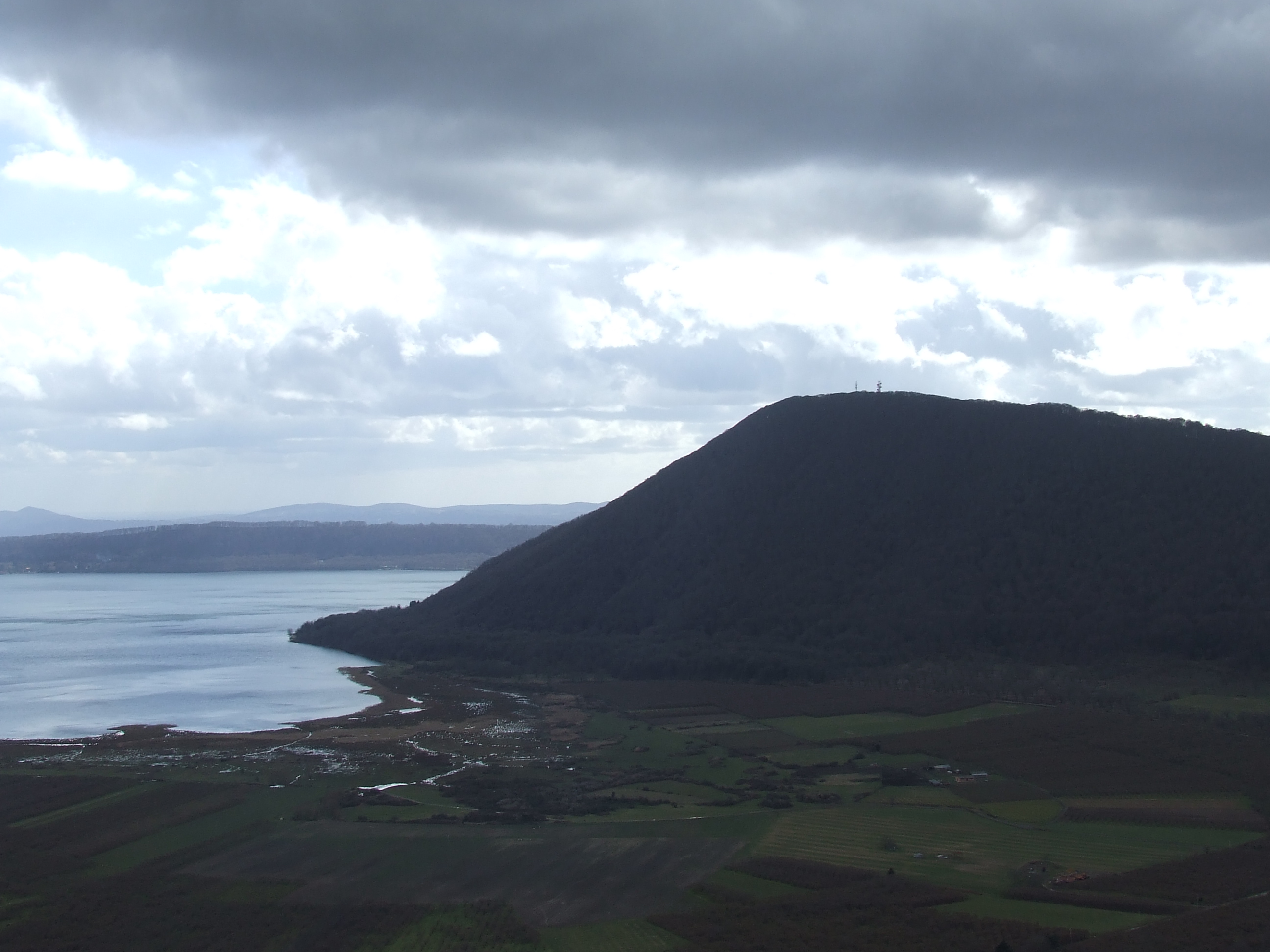
Núi Cimino và Hồ Vico.

Monti Cimini (tiếng Anh: Cimini Hills) là một loạt các đồi núi lửa được bao phủ bởi những khu rừng nằm cách 56 km (35 dặm) về phía tây bắc của Roma, Ý. Chúng là một phần của Tiểu Apennini, một dãy núi song song với Appennini về phía biển Biển Tyrrhenus. Điểm cao nhất của nó là Núi Cimino cao 1.053 m (3.455 ft) so với mực nước biển. Núi Cimino là một phần của Di sản thế giới Các khu rừng sồi nguyên sinh trên dãy Carpath và các khu vực khác của châu Âu được công nhận vào năm 2017. Hồ Vico là một hồ miệng núi lửa nằm tại Monti Cimini.
Thảm thực vật chủ yếu tại đây là sồi. Khu vực nổi tiếng bởi các suối nước nóng, các dinh thự thời Phục hưng và các tàn tích của nền Văn minh Etrusca.